# Liudvikas Jakavičius
Liudvikas Jakavičius (22 de junio de 1871, Akmene, Lituania - 20 de agosto de 1941, Anyksciai, Lituania) fue un editor, escritor, periodista, director de teatro, actor y banquero lituano.
Perteneciente a la nobleza lituano-polaca, gracias a su matrimonio con Honorata Grimalauskaitė-Jakavičienė, hija de Juozas Grimalauskas (Grzymala), antiguo Duque de Grzymala y uno de los hombres más ricos de Polonia. Juozas Grimalauskas era cercano a la Dinastía Drucki-Lubecki, Familia Real del antiguo Principado Druckiai (Bielorrusia), y familia política de la Casa de Gediminas, dinastía reinante en el Gran Ducado de Lituania, y a su vez familia política de la Casa de Jagellón, dinastía reinante en el Reino de Polonia, además de fundadores del Banco Nacional de Polonia.
Liudvikas y Honorata tuvieron cinco hijos (Grazina, Liudas, Donatas Bronislovas, Juozas y Arturas), todos ellos dedicados al arte y a la cultura. Su hijo mayor y el heredero al título de Duque de Gryzmala fue Liudas Jakavičius-Grimalauskas, quien fungió como presidente del "Siauliai Dramos Teatras", además de ser un destacado concertista de piano, discípulo del famoso músico ruso Dmitri Kabalevsky. Liudas Jakavicius-Grimalauskas también fue conocido por ser el autor del primer tango lituano titulado "Sutemos". Posteriormente emigró a Buenos Aires, Argentina. Su única hija fue la actriz Grazina Jakavičiūtė-Grimalauskaitė Šaltenienė, recordada por sus actuaciones en el "Lietuvos Nacionalinis Dramos Teatras" en Vilnius, capital de Lituania. Su hijo Donatas Bronislovas Jakavičius-Grimalauskas fue un brillante violinista que deleitó con su Stradivarius en las mejores orquestas del mundo, entre ellas: Orquesta de la Ópera y Ballet de Lituania, Orquesta Filarmónica de Kaunas, Real Orquesta de Concertgebouw (considerada como la mejor orquesta sinfónica del mundo), Orquesta Filarmónica de Berlín, Orquesta Sinfónica de Radio Berlín, Orquesta de la Ópera Estatal de Viena, Orquesta Filarmónica de Belgrado y Orquesta Sinfónica de Venezuela entre otras.

## Biografía
Noble y erudito lituano perteneciente a una familia aristócrata y de gran prestigio en el ámbito cultural de su época. Fue un hombre muy inteligente, con una personalidad brillante y que dejó una marca distintiva en distintos campos. Estudió arte dramático y dominaba a la perfección nueve lenguas (lituano, estonio, letón, alemán, sueco, polaco, checo, ruso y latín). Era un hombre dinámico, organizado y emprendedor, cuya contribución a la conservación de la cultura lituana es incalculable, pues es considerado el más importante escritor y editor lituano de entreguerras.
Debido a la desaparición de gran parte de su obra a raíz de la ocupación soviética, esta no ha sido lo suficientemente difundida como para darle el lugar que realmente ocupa en la historia. Sin embargo, su vida es estudiada por los historiadores más importantes de Lituania, entre ellos Almantas Slivinskas, Leopoldas Rozga or Leonas Peleckis. Sus inicios fueron a los 17 años como periodista. Entre 1898 y 1938 dirigió más de 280 obras teatrales, vendió más de dos millones de libros y escribió más de doscientos libros. Su obra literaria incluye diversas áreas como la poesía, la narrativa, la comedia, el drama histórico y la recolección del folclore lituano. En 1891 cambió su residencia a Riga (Letonia), donde comenzó a trabajar como directivo de la compañía nacional de ferrocarriles y más adelante como juez de paz. En 1905 abrió su propia editorial y creó el periódico “Rygos Naujienos”, el cual logró mantener sus actividades hasta 1915. En 1910 fundó la Sociedad de Teatro Lituano de Riga.
En 1914 comenzó a construir el Teatro Liudvikas Jakavicius y fundó el Banco de Ahorros Letón - Lituano, llegando a ser uno de los hombres más ricos de Riga (Letonia). En 1915 traslada su residencia a San Petersburgo (Rusia), ya que todos sus negocios se ven paralizados por el inicio de la Primera Guerra Mundial y sufre grandes perdidas. En 1918 regresó a Lituania, donde retomó su imprenta y su trabajo como periodista. Se estableció en la pequeña ciudad de Siauliai. En 1924 fundó la Sociedad de Cultura Ética. Su obra más grande fue “El manuscrito sobre el poder soviético” en 1939, texto que fue prohibido por el gobierno de ocupación (Unión Soviética). Es considerado el escritor más relevante de Siauliai, y uno de los más importantes escritores lituanos del siglo XX.
Su esposa fue Honorata Grimalauskaite - Jakaviciene, hija de un Duque polaco y de una aristócrata lituana. Todos sus hijos se dedicaron a la música y al teatro. Su hija Grazina Jakavičiute fue una de las actrices dramáticas más importantes en la historia del teatro lituano. Su hijo mayor, Liudas Jakavicius - Grimalauskas fue el presidente del Teatro de Siauliai, además de un destacado concertista de piano y compositor de ópera. Liudas fue el padre de la actriz Marcia Bell y de la diseñadora de moda Carla Rigg.
Liudvikas Jakavicius falleció durante la Segunda Guerra Mundial en Siauliai, ciudad en la que en la actualidad se encuentran expuestas algunas de sus obras en el museo Jovaro Namas. A pesar de las polémicas en algunas de sus publicaciones, con él murió un hombre que vanagloriaba a su patria, linaje y costumbres, algo que él siempre exteriorizó y por lo que es considerado un vivo ejemplo del patriotismo lituano. Cabe mencionar que en 1938 fue condecorado con la Cruz de la Orden del Gran Duque Gediminas. En 2011 su bisnieto Liudvikas Jakavicius-Grimalauskas anunció a la prensa lituana que tiene quiere fundar abrir el Museo Liudvikas Jakavicius en honor a su bisabuelo, cuya temática será la Segunda Guerra Mundial.

## Obras más importantes
- 1906.– Juokdarys.
- 1907.– Juokų kalendorius.
- 1909.– Artistų patarėjas.
- 1910.– Juokai be pinigų.
- 1927.– Linksmųjų monologų pasakotojas.
- 1929.– Juokų milteliai.
- 1936.– Linksmų valandų dainelės.
- 1939.– Lietuvos dievai.
- 1939.– Atsiminimai iš spaudos draudimo laikų.